# Lake Nedo
Lake Nedo ist ein See bei Latham im australischen Bundesstaat Western Australia, rund 225 Kilometer nördlich von Perth.
Der See ist zwei Kilometer lang, 1,46 Kilometer breit und liegt 269 Meter über dem Meeresspiegel.